# Martin Bína
Martin Bína (* 21. Mai 1983 in Mladá Boleslav) ist ein ehemaliger tschechischer Radrennfahrer, der vorwiegend im Cyclocross aktiv war.

## Sportlicher Werdegang
Bína wurde 2001 bei den Cyclocross-Weltmeisterschaften in Tábor Weltmeister der Juniorenklasse. Im nächsten Jahr wurde er tschechischer Cyclocross-Meister in der U23-Klasse. Seinen nationalen Meistertitel konnte er im folgenden Jahr erfolgreich verteidigen. Im UCI-Cyclocross-Weltcup 2004/05 gewann er in der U23 zwei der vier Saisonrennen und sicherte sich damit auch die Gesamtwertung. 2004 und 2005 stand er jeweils auf dem Podium der Europameisterschaften.
In den nächsten Jahren gewann Bína in der Elite zahlreiche Crossrennen des internationalen Elitekalenders, überwiegend in seiner Heimat Tschechien. Höhepunkt seiner Karriere war der Gewinn des GP Adrie van der Poel im Rahmen des Cyclocross-Weltcups 2012/13. Im Jahr 2014 wurde er tschechischer Crossmeister der Elite. 2010 verpasste er bei den Cyclocross-Weltmeisterschaften im heimischen Tábor als Vierter nur knapp die Medaillenränge.
Gelegentlich nahm Bína in der Sommersaison an Straßenradrennen teil. 2012 gewann er dabei den Prolog der Okolo Jižních Čech. 2013 wurde er bei den nationalen Meisterschaften Vizemeister im Straßenrennen.
2018 beendete Bína  im Alter von 35 Jahren seine Karriere im Radsport.

## Erfolge

### Cyclocross
2000/2001
- Weltmeister (Junioren)

2001/2002
- Tschechischer Meister (U23)

2002/2003
- Tschechischer Meister (U23)

2003/2004
- Europameisterschaften (U23)

2004/2005
- Europameisterschaften (U23)
- U23-Cyclocross Weltcup, Wetzikon
- U23-Cyclocross Weltcup, Pijnacker

2008/2009
- Grand Prix Olomouc, Olomouc
- TOI TOI Cup, Uničov
- TOI TOI Cup, Louny
- TOI TOI Cup, Česká Lípa

2009/2010
- Grand Prix Emiagency Olomouc, Olomouc
- TOI TOI Cup, Mnichovo Hradiště
- TOI TOI Cup, Kolín
- TOI TOI Cup, Holé Vrchy

2012/2013
- TOI TOI Cup, Uničov
- International Cyclocross Marikovská Dolina, Udiča-Prosné
- International Cyclocross Finančné Centrum, Udiča-Prosné
- TOI TOI Cup, Mladá Boleslav
- TOI TOI Cup, Hlinsko
- TOI TOI Cup, Kolín
- TOI TOI Cup, Holé Vrchy
- UCI Weltcup GP Adrie van der Poel
- Cauberg Cyclocross, Valkenburg aan de Geul

2013/2014
- Tschechischer Meister

### Straße
2012
- eine Etappe Okolo Jižních Čech